# Anthurium balaoanum
Anthurium balaoanum är en kallaväxtart som beskrevs av Adolf Engler. Anthurium balaoanum ingår i släktet Anthurium och familjen kallaväxter. Inga underarter finns listade.